# Solatge de vi

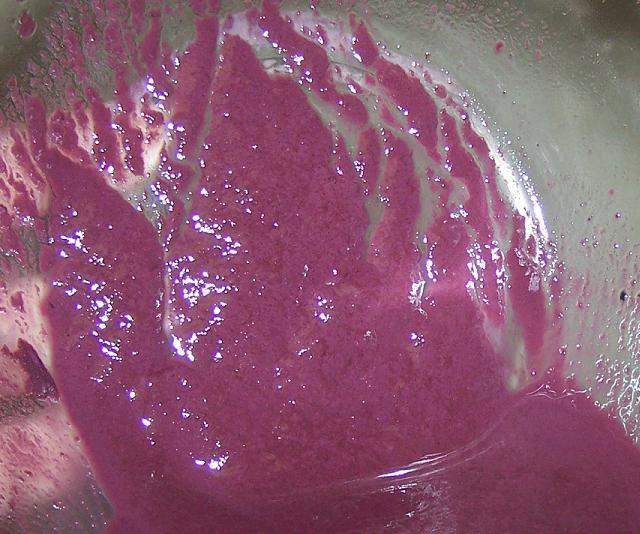
Solatge de merlot.

El pòsit de vi, també conegut com solatge de vi, són els dipòsits de llevat mort (ja siguin afegits al most o naturals), el llevat residual i altres partícules que es precipiten o són transportades per clarificació al fons d'una bóta de vi després de la fermentació i l'envelliment. Els dipòsits de llevat de la producció de cervesa es denominen trubs (o sediments), però els corresponents a una segona fermentació s'anomenen pòsits de cervesa. En francès al pòsit se li diu lie i en anglès lee.
Normalment el vi es transvasa a un altre recipient, deixant darrere aquest sediment. Alguns vins (notablement el muscadet) es deixen envellir de vegades un temps sobre el seu propi pòsit (procés conegut en francès com sur lie, 'sobre-solatge'), el que resulta en una peculiar aroma i gust de llevat. El pòsit es pot remoure (en batonnage en francès) per fer que doni més sabor.
Els pòsits són un component important en l'elaboració de ripasso, emprant-se els pòsits de l'amarone per donar més sabor i color al valpolicella parcialment envellit.

## Sur-lie
Sur-lie, Sur-lie, és un terme aplicat als vins embotellats directament del solatge sense cap procés de filtrat, la qual cosa els dona més frescor i cremositat. El muscadet es fa així com algunes cerveses que també es fan de vegades a partir de pòsits.